# Friso Cinético
Friso Cinético es una obra plástica de 70 metros de largo, 3,6 de alto y compuesta de 39 placas de acero soldado, ampolletas y dispositivos electrónicos de sincronización que generaban una iluminación. Fue diseñada por Matilde Pérez, y montada en el centro comercial Apumanque en 1982. Si bien la obra no tenía nombre, posteriormente se la denominó «Friso Cinético». 
Para Soledad Novoa, académica del Departamento de Teoría de las Artes, la obra tuvo un gran impacto en el momento en que fue construida debido a la propuesta visual y tecnológica que proponía, a ello se sumaba el hecho de que este era el primer trabajo en que Matilde Pérez ponía en práctica una de las enseñanzas del maestro Vasarely, que era «la relación entre arte, tecnología, arquitectura y espacio social». Entre otros elementos, Matilde Pérez «desarrolló todo un sistema de sincronización eléctrico para que las ampolletas que conforman la obra —que por negligencia y falta de mantención llevaban cerca de 15 años apagadas porque nunca nadie las cambió a medida que se quemaban— fueran generando distintos patrones de forma y movimiento en el tiempo».
Por otra parte Novoa considera esta obra como única, y compara su valor artístico con dos obras más: el mural del paso bajo nivel Santa Lucía en 1970 y la construcción del edificio de la UNCTAD III en 1972.
A su vez, en el libro denominado «La pintura en Chile desde Gil de Castro hasta nuestros días», Ricardo Bindis se refiere a la obra de la siguiente forma:

"Se trata de un estudio de meses que demuestra un profesionalismo marcado. Este esfuerzo fue considerado por el Círculo de Críticos de Arte, que la premió como la mejor realización de 1982".

La obra fue retirada de su lugar original en 2007, ya que fue remodelada la fachada del centro comercial donde se encontraba instalada y fue guardada en una bodega. El centro comercial comenzó a buscarle un destino, y contempló la posibilidad de entregar la obra a la Universidad de Talca, la Universidad Católica de Temuco y la Universidad Diego Portales.
Si bien las intenciones del centro comercial de retirar la obra, en palabras de Soledad Novoa, se remontaban al menos hacia 1994, el retiro de la obra generó sorpresa y molestia en la comunidad artística. En palabras de Novoa «[...] Me pareció algo insólito, a pesar de los anuncios que llevaban ya varios años en el aire», por otra parte, de acuerdo a Arturo Cariceo, —en ese momento subdirector del Departamento de Artes Visuales de la Facultad de Artes de la Universidad de Chile— «[....] hay consenso de que Matilde Pérez es un paradigma en la historia del arte chileno del siglo XX y el mal estado en el que se encuentra su obra y la falta de dignidad, reconocimiento y respeto de la misma, queda latente en la historia que barre con esta obra».
Finalmente, el 19 de enero de 2010, con la presencia de Matilde Pérez, la obra fue reinaugurada en el Parque de Esculturas de la Universidad de Talca. A propósito de la re-inauguración, Matilde Pérez indicó que:

"Estuvo por años en un centro comercial, pero hoy estoy feliz que esté en una universidad donde la pueden ver tantos estudiantes [...] con esto se acerca el mundo cultural a quienes tienen la oportunidad de estudiar.